# Dads
Dads è una serie televisiva statunitense creata da Alec Sulkin e Wellesley Wild per Fox, con protagonista Seth Green, trasmessa per una sola stagione tra il 2013 e il 2014.

## Trama
La serie segue le vicende di Warner ed Eli, due sviluppatori di videogiochi di successo la cui vita cambia completamente quando i loro rispettivi padri si trasferiscono da loro.

## Personaggi e interpreti
- Eli Sachs, interpretato da Seth Green.
- Warner Whittemore, interpretata da Giovanni Ribisi
- Veronica, interpretata da Brenda Song: è l'assistente di Eli e Warner.
- Camilla Whittemore, interpretata da Vanessa Lachey: è la moglie di Warner.
- Edna, interpretato da Tonita Castro: è la domestica di Eli.
- David Sachs, interpretato da Peter Riegert: è il papà di Eli.
- Crawford Whittemore, interpretata da Martin Mull: è il papà di Warner.

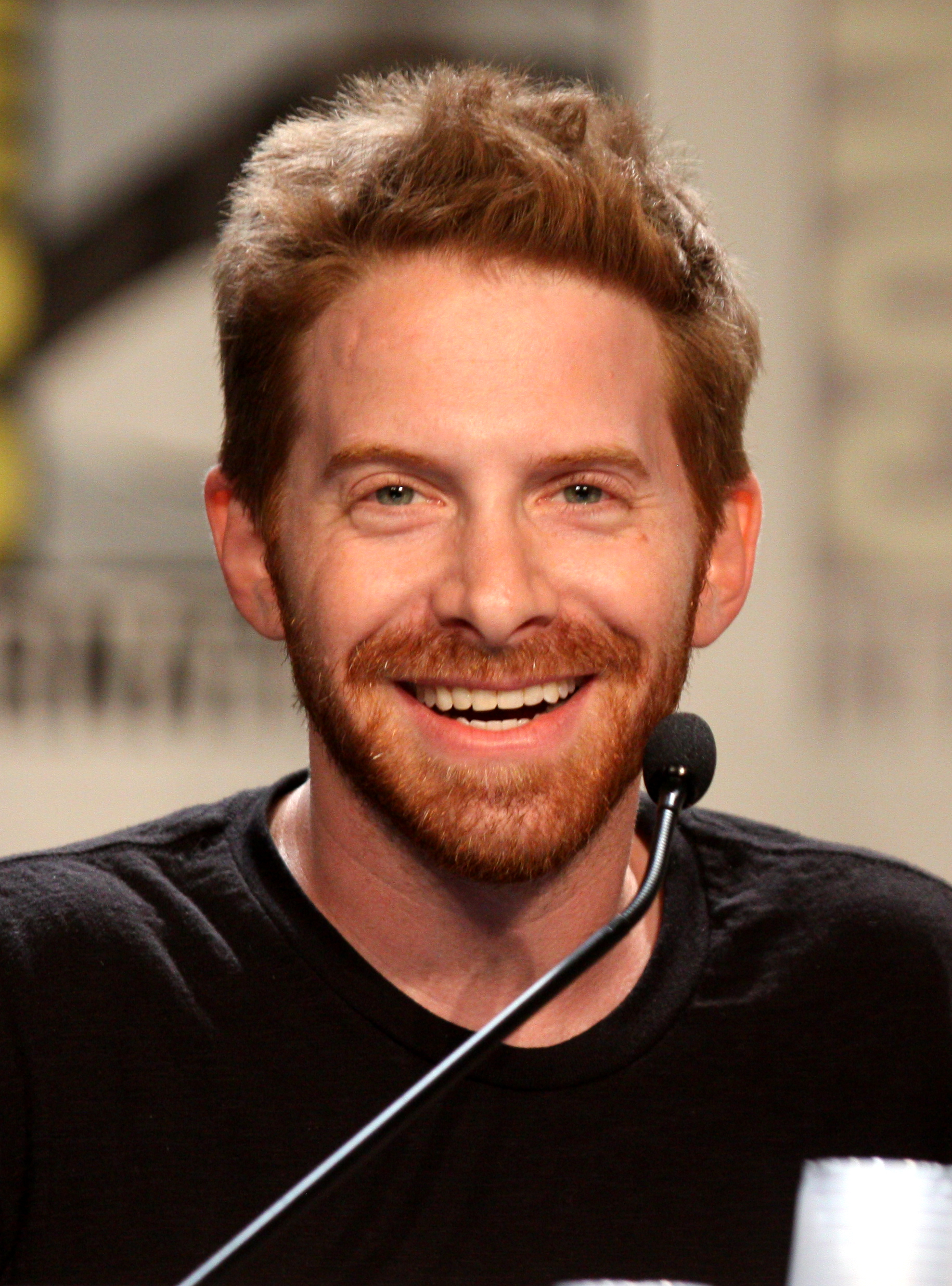
Seth Green interpreta Eli Sachs
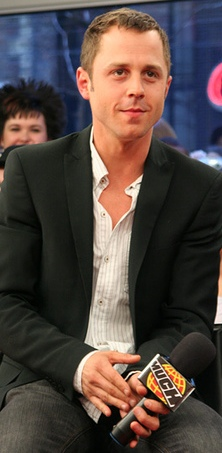
Giovanni Ribisi interpreta Warner Whittemore
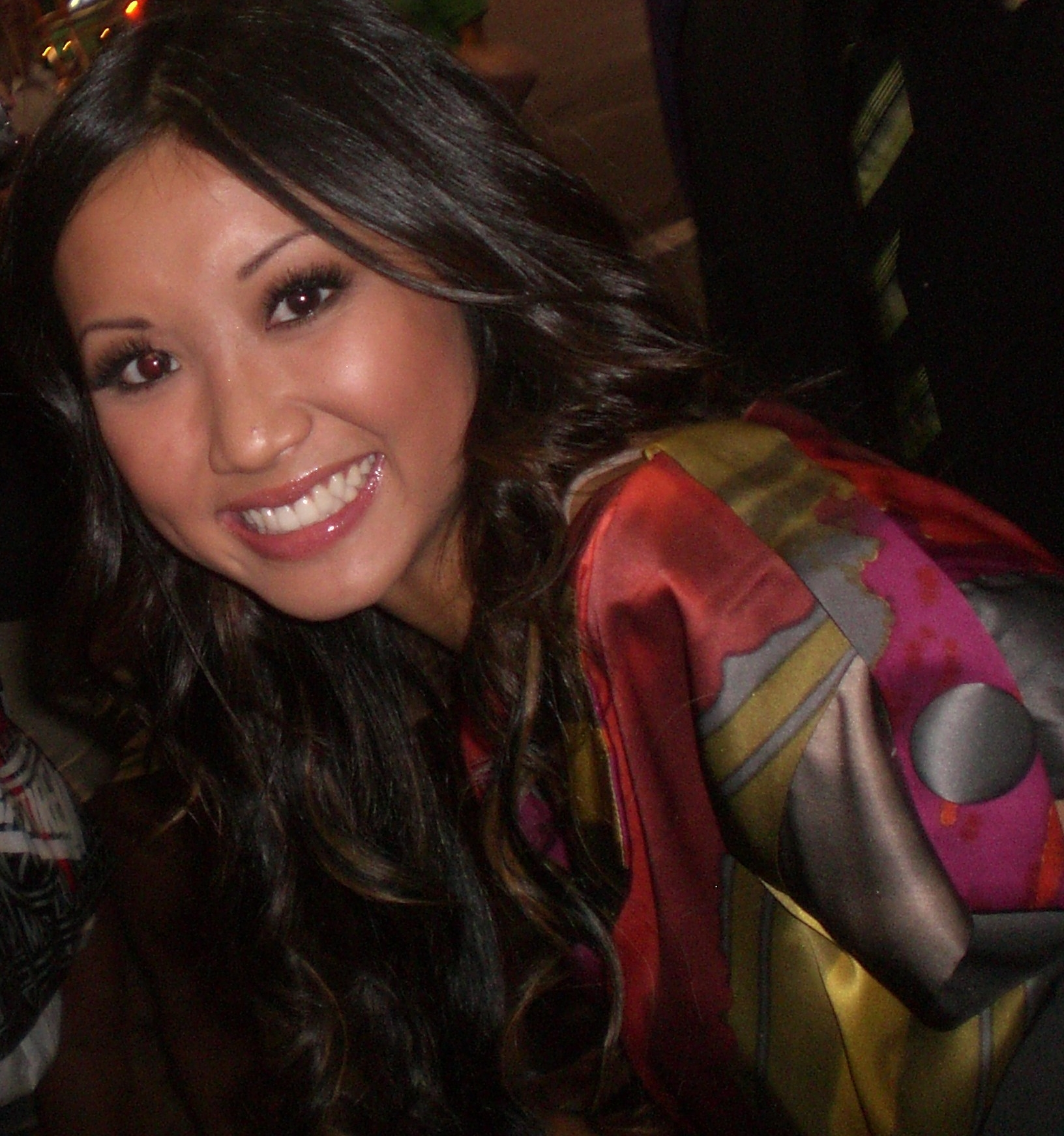
Brenda Song interpreta Veronica
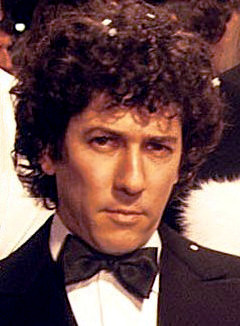
Peter Riegert interpreta David

## Episodi
| Stagione       | Episodi | Prima TV USA | Prima TV Italia |
| -------------- | ------- | ------------ | --------------- |
| Prima stagione | 19      | 2013-2014    | inedita         |

## Produzione
Le prime voci del progetto risalgono a settembre del 2012. Nel gennaio 2013, Fox salta l'ordine dell'episodio pilota ordinando una prima stagione da sei episodi.
Nel maggio 2013, Fox ha esteso l'ordine da sei a tredici episodi. Nel mese di ottobre 2013, la rete ha ordinato altri sei script aggiuntivi. Sempre nello stesso mese, Fox ha deciso di ordinare una stagione completa della serie, ma successivamente ha tagliato tre episodi, passando dai 22 previsti a 19.
Il 7 maggio 2014, la Fox ha cancellato ufficialmente la serie.

### Casting
I casting per i ruoli da regular sono iniziati nel gennaio 2013, con Brenda Song introdotta per prima all'interno della serie nel ruolo di Veronica, assistente di Eli e Warner. Tommy Dewey è il secondo attore a essere stato scritturato nella serie, come Warner, socio di Eli. Peter Riegert è stato poi aggiunto al cast nel ruolo di David, il padre di Eli. A metà marzo, Martin Mull si unì alla serie nel ruolo di Crawford, padre di Warner. In seguito Tonita Castro nel ruolo di Edna, domestica di Eli.
Seth Green e Erin Pineda furono gli ultimi attori scelti nella serie. Green è stato scritturato per interpretare il ruolo principale di Eli, proprietario, insieme a Warner, di una Software house di successo. Pineda ottenne la parte di Camilla, moglie di Warner. Alla fine di marzo però, è stato annunciato che Vanessa Lachey avrebbe sostituito Erin Pineda nel ruolo della moglie di Warner. Ad aprile, Tommy Dewey è stato sostituito da Giovanni Ribisi per il ruolo di Warner.

## Critiche
Lo show è stato stroncato in totale unanimità dalla critica. Detiene un punteggio di 15 su 100 su Metacritic, sulla base di 25 recensioni, indicando la schiacciante antipatia verso questa serie. Detiene inoltre un voto di 0% in base alle recensioni su Rotten Tomatoes, dove è possibile leggere, "Quasi un disastro totale, Dads fa il fatale errore di credere che le battute razziste possono dare un vantaggio alla prevedibile scrittura e ai personaggi antipatici".